# آندریا (ایتالیا)
شهر  آندریا  (به ایتالیایی: Andria, Italy)   با جمعیت  ۹۸٬۸۴۱   نفر  در  ناحیه آپولیا در کشور ایتالیا واقع شده‌است.